# Eding Sport FC
Eding Sport Football Club é um clube de futebol camaronês baseado em Lekié, fundado em 2012.